# سرودخوان خاکستری
سرودخوان خاکستری(نام علمی: Vireo vicinior) نام یک گونه از سرده سرودخوان است.